# Susanna Tavera García
Susanna Tavera García (Madrid, 1945 - febrer de 2025) va ser una historiadora madrilenya, catedràtica i professora titular en Història Contemporània a la Universitat de Barcelona. A l'Ateneu Barcelonès, va participar activament a la secció d'història i en la tertúlia «Dones a la palestra». A més, formava part del Grup de Recerca Consolidat del Centre d'Estudis Històrics Internacionals.
És autora d'Experiencias desiguales: conflictos sociales y respuestas colectivas (siglo XIX) (1994) —amb Mary Nash—, Solidaridad Obrera. El fer-se i desfer-se d'un diari anarcosindicalista (1915-1939) (1994) —un estudi sobre el diari Solidaridad Obrera—, Feminisme, socialisme utòpic i moviments socials, 1815-1834 (2006), Anarchism or anarchisms? The history of a heterogeneus revolutionary deployment, 1930-1938 (2012) o Federica Montseny, La indomable (1995) —una biografia de l'anarquista Federica Montseny—, entre d'altres. També ha organitzat, amb Nash, l'obra Las mujeres y las guerras: el papel de las mujeres en las guerras de la Edad Antigua a la Contemporánea (2003).